# آمبرد (رود)
آمبرد (به ارمنی: Ամբերդ) رودی است در کشور ارمنستان که در استان آراگاتسوتن جریان دارد که از آراگاتس سرچشمه می‌گیرد و به رود کاساغ می‌ریزد. طول آن ۳۶ کیلومتر (۲۲ مایل) و مساحت حوضه آبخیز (دبی) آن ۱۴۱ کیلومتر مربع می‌باشد.
آب این رودخانه بیشتر از ذوب‌شدن بر ف‌هایی است که در اواخر بهار و اوایل تابستان به سمت آن سرازیر میگردد. دبی جریان آب در آن ۱/۰۵ متر مکعب بر ثانیه است. در حاشیه این رودخانه پارک‌های زیبا، مدرسه، استراحتگاه، و چشمه های آب معدنی وجود دارند که به زیبایی آن بسیار اضافه شده است.

## نگارخانه

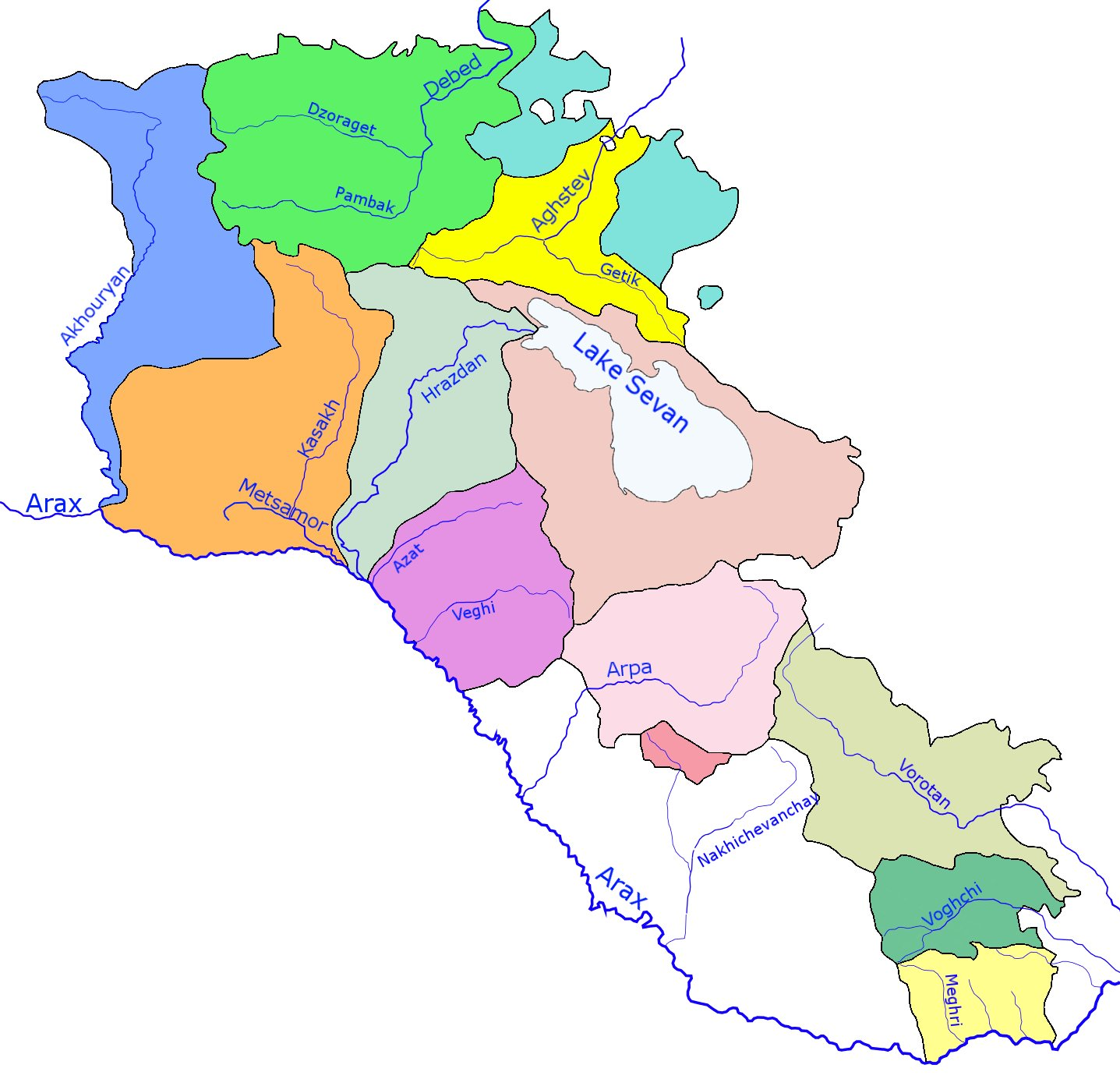
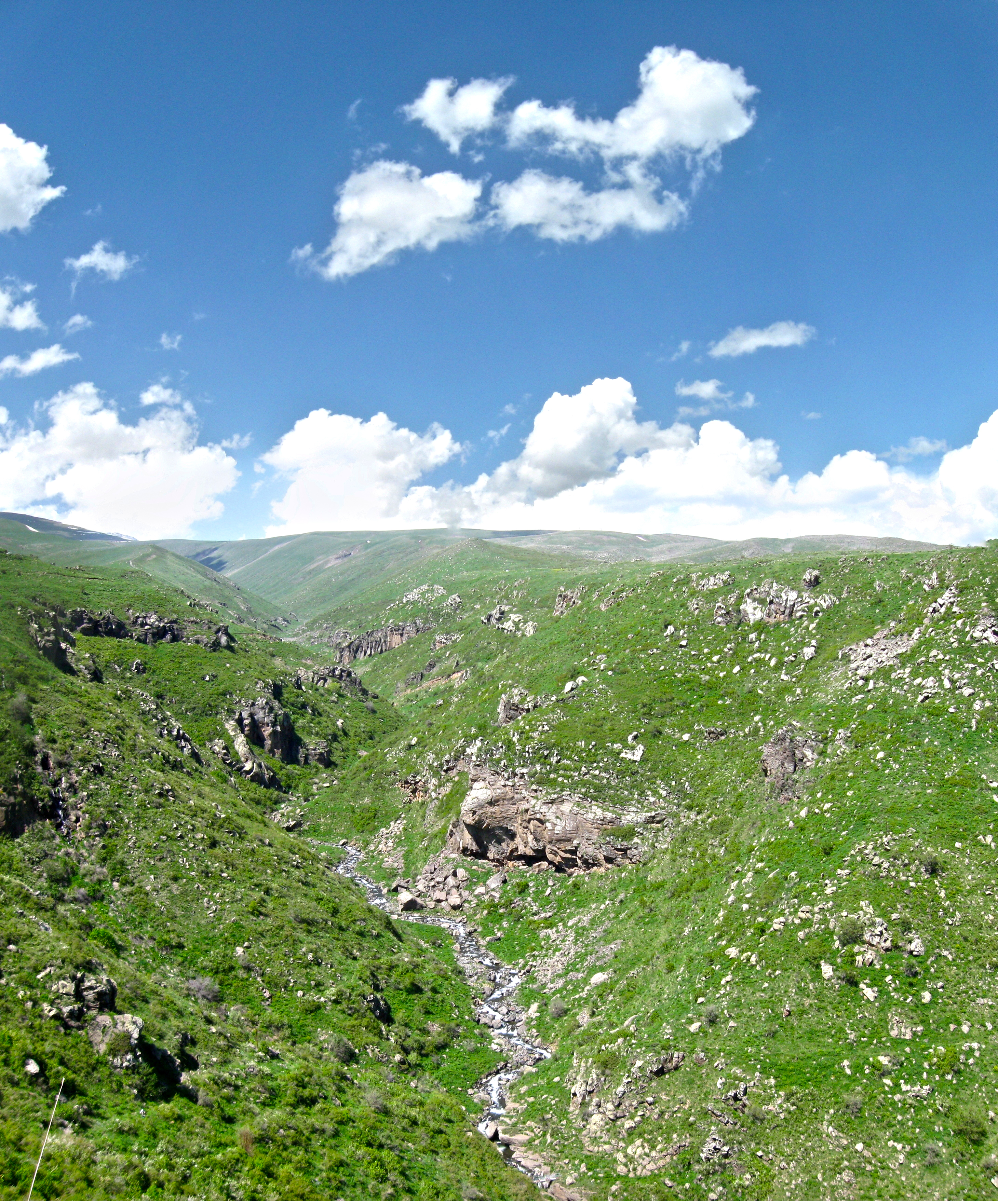
Ամբերդ գետը և կիրճը
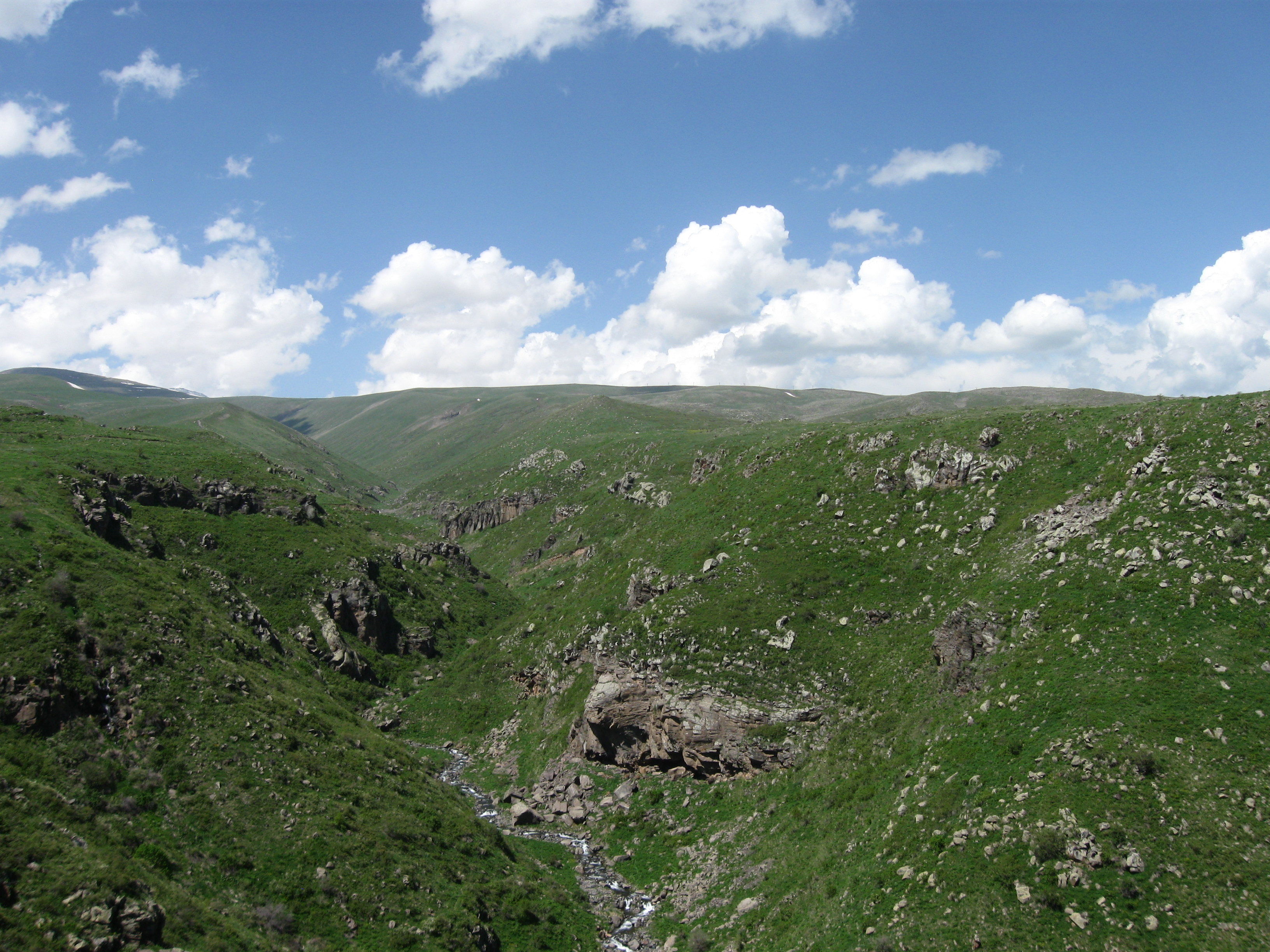
Ամբերդ գետակի հովիտը
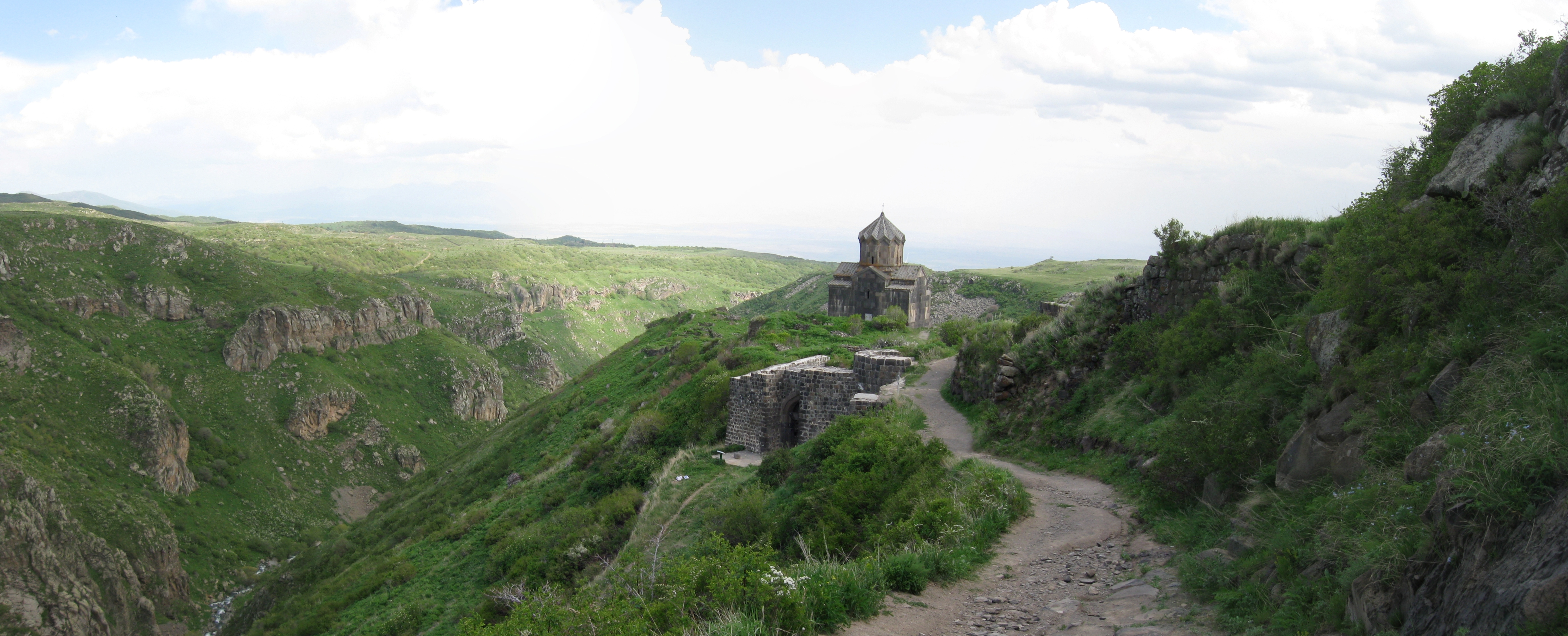
Ամբերդի պ
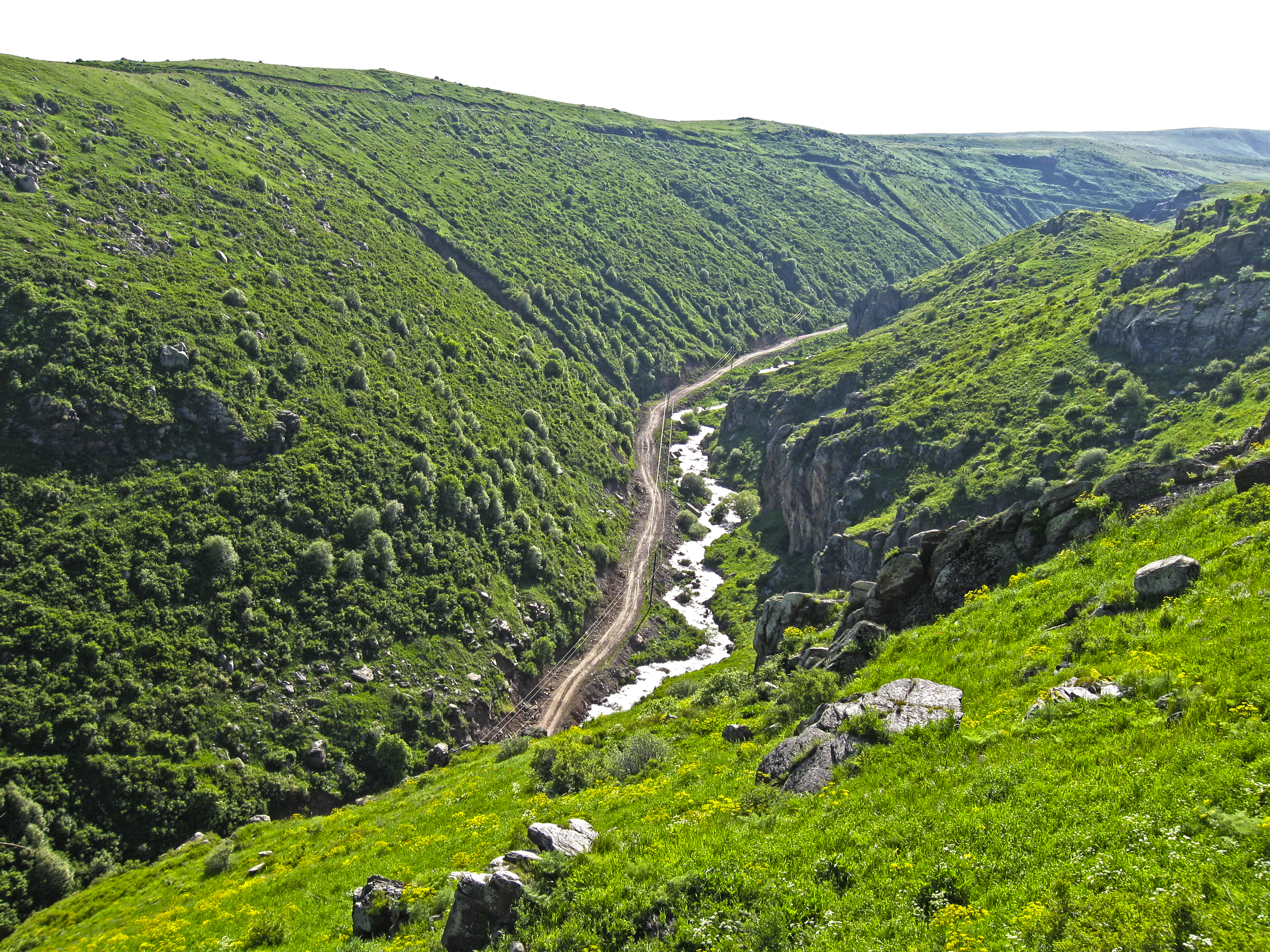